# Rebekah Tiler
Rebekah Jade Tiler (Keighley, 13 de enero de 1999) es una deportista británica que compitió en halterofilia. Ganó una medalla de bronce en el Campeonato Europeo de Halterofilia de 2016, en la categoría de 69 kg.

## Palmarés internacional
| Campeonato Europeo | Campeonato Europeo | Campeonato Europeo | Campeonato Europeo |
| Año                | Lugar              | Medalla            | Categoría          |
| ------------------ | ------------------ | ------------------ | ------------------ |
| 2016               | Førde (Noruega)    | Medalla de bronce  | 69 kg              |